# Christine Majerus
Christine Majerus (Ciutat de Luxemburg, 25 de febrer de 1987) és una ciclista luxemburguesa que milita a l'equip SD Worx. Va debutar com a professional el 2008 després de destacar en els Campionats de Luxemburg el 2007 (3a en Ciclocròs i en ruta i guanyadora en contrarellotge); des d'aquest 2007 s'ha convertit en la millor ciclista de Luxemburg no sortint del podi dels Campionats nacionals en cap de les edicions que ha disputat i guanyant des del 2010 tots els campionats de Luxemburg de ciclocròs i carretera (contrarellotge i en ruta). A causa d'això va aconseguir plaça per participar en la prova en ruta dels Jocs Olímpics de Londres 2012 on va acabar 21a. La seva primera victòria a nivell internacional professional ha estat el Sparkassen Giro Bochum del 2013. La seva retirada es va produir el 2024.

## Palmarès en ruta
- 2007
  -  Campiona de Luxemburg en contrarellotge
- 2008
  -  Campiona de Luxemburg en contrarellotge
- 2009
  -  Campiona de Luxemburg en contrarellotge
- 2010
  -  Campiona de Luxemburg en ruta
  -  Campiona de Luxemburg en contrarellotge
- 2011
  -  Campiona de Luxemburg en ruta
  -  Campiona de Luxemburg en contrarellotge
  - 1a a la Copa de França
  - 1a a la Kasseien Omloop Exloo
- 2012
  -  Campiona de Luxemburg en ruta
  -  Campiona de Luxemburg en contrarellotge
- 2013
  - Medalla d'or als Jocs dels Petits Estats d'Europa en ruta
  - Medalla d'or als Jocs dels Petits Estats d'Europa en contrarellotge
  -  Campiona de Luxemburg en ruta
  -  Campiona de Luxemburg en contrarellotge
  - 1a al Sparkassen Giro Bochum
- 2014
  -  Campiona de Luxemburg en ruta
  -  Campiona de Luxemburg en contrarellotge
- 2015
  -  Campiona de Luxemburg en ruta
  -  Campiona de Luxemburg en contrarellotge
  - Vencedora d'una etapa al The Women's Tour
- 2016
  -  Campiona del món en contrarellotge per equips
  -  Campiona de Luxemburg en ruta
  -  Campiona de Luxemburg en contrarellotge
  - 1a a la Dwars door de Westhoek
  - 1a a La Classique Morbihan
  - Vencedora d'una etapa al The Women's Tour
- 2017
  -  Campiona de Luxemburg en ruta
  -  Campiona de Luxemburg en contrarellotge
  - 1a al Gran Premi Elsy Jacobs i vencedora d'una etapa
  - 1a a l'Open de Suède Vårgårda TTT
- 2018
  -  Campiona de Luxemburg en ruta
  -  Campiona de Luxemburg en contrarellotge
  - Vencedora d'una etapa al Gran Premi Elsy Jacobs
- 2019
  -  Campiona de Luxemburg en ruta
  -  Campiona de Luxemburg en contrarellotge
  - 1a a Holland Ladies Tour
  - 1a a La Classique Morbihan
  - 1a al Grand Prix International d'Isbergues
- 2020
  -  Campiona de Luxemburg en ruta
  -  Campiona de Luxemburg en contrarellotge
- 2021
  -  Campiona de Luxemburg en ruta
  -  Campiona de Luxemburg en contrarellotge
  - 1a al Circuit de Westhoek-Mémorial Stive Vermaut
- 2022
  -  Campiona de Luxemburg en ruta
  -  Campiona de Luxemburg en contrarellotge
  - 1a a la Drentse Acht van Westerveld
- 2023
  -  Campiona de Luxemburg en ruta
  -  Campiona de Luxemburg en contrarellotge
- 2024
  -  Campiona de Luxemburg en contrarellotge

### Resultats a les Grans Voltes

#### Giro d'Itàlia
- 2016 : no surt (5a etapa)
- 2018 : 42a
- 2022 : no surt (7a etapa)

#### Tour de França
- 2022 : 72a
- 2023 : 60a
- 2024 : 58a

## Palmarès en ciclocròs
- 2010
  -  Campiona de Luxemburg en ciclocròs
- 2011
  -  Campiona de Luxemburg en ciclocròs
- 2012
  -  Campiona de Luxemburg en ciclocròs
- 2013
  -  Campiona de Luxemburg en ciclocròs
- 2014
  -  Campiona de Luxemburg en ciclocròs
- 2015
  -  Campiona de Luxemburg en ciclocròs
- 2016
  -  Campiona de Luxemburg en ciclocròs

- 2017
  -  Campiona de Luxemburg en ciclocròs

- 2018
  -  Campiona de Luxemburg en ciclocròs
- 2019
  -  Campiona de Luxemburg en ciclocròs
- 2020
  -  Campiona de Luxemburg en ciclocròs
- 2022
  -  Campiona de Luxemburg en ciclocròs